# Souhey
Souhey é uma comuna francesa na região administrativa da Borgonha-Franco-Condado, no departamento de Côte-d'Or. Estende-se por uma área de 2,78 km². Em 2010 a comuna tinha 90 habitantes (densidade: 32,4 hab./km²).